# Kunice (powiat słubicki)
Kunice (Kunice Odrzańskie, niem. Kunitz) – wieś sołecka w Polsce, położona w województwie lubuskim, w powiecie słubickim, w gminie Słubice.
Wieś położona jest nad Odrą. Znajduje się tu przystanek kolejowy na nieczynnej linii kolejowej nr 386. Po drugiej, niemieckiej stronie Odry znajduje się Kunitz-Loose, do 1945 r. lewobrzeżna część Kunic. Miejscowość leży przy drodze lokalnej Słubice – Urad.
Od 1873 do 1945 r. wieś wchodziła w skład powiatu Weststernberg.
W latach 1975–1998 miejscowość administracyjnie należała do województwa gorzowskiego.

## Demografia
Źródło:

## Galeria

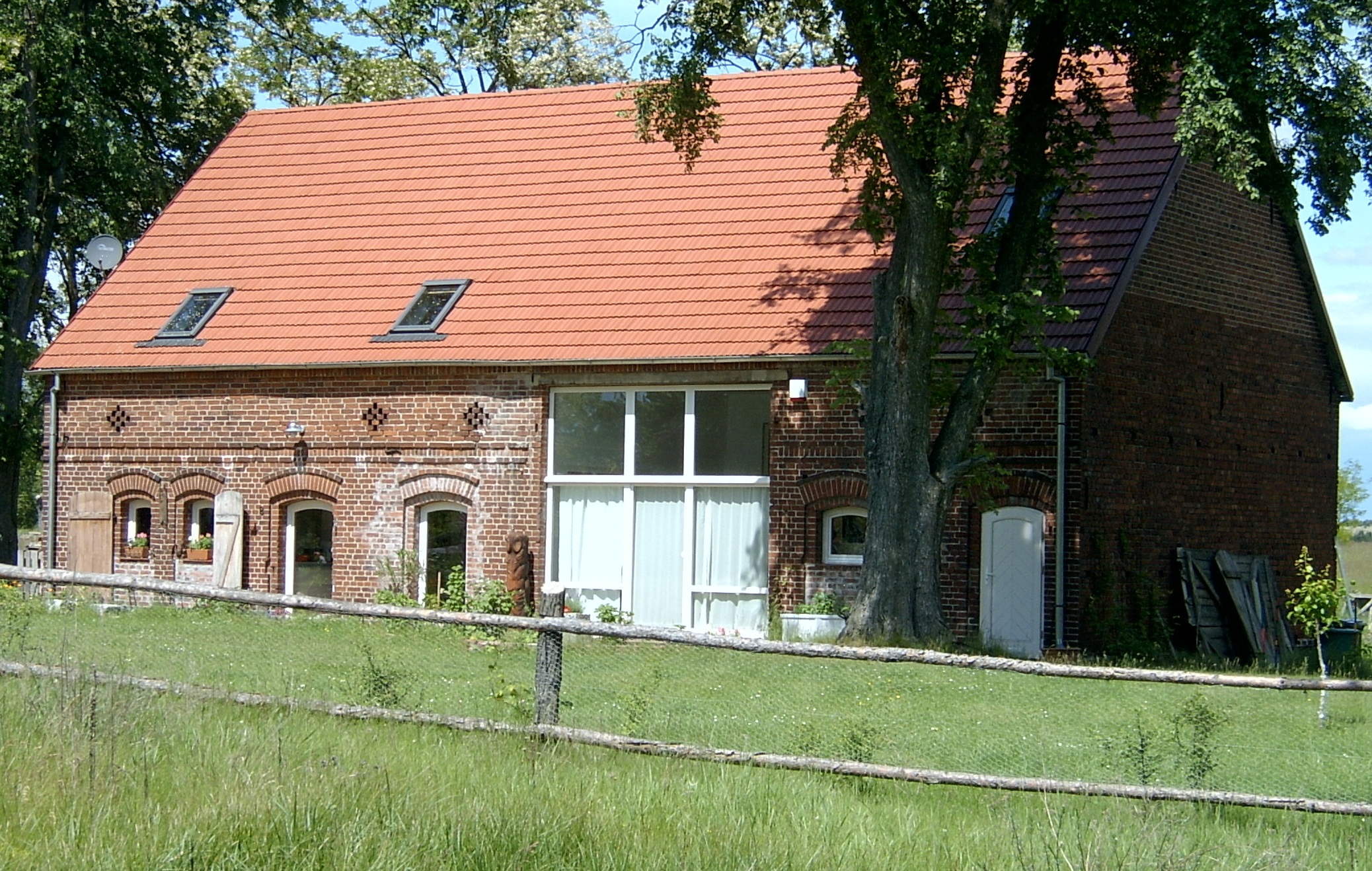
Zabudowania w Kunicach
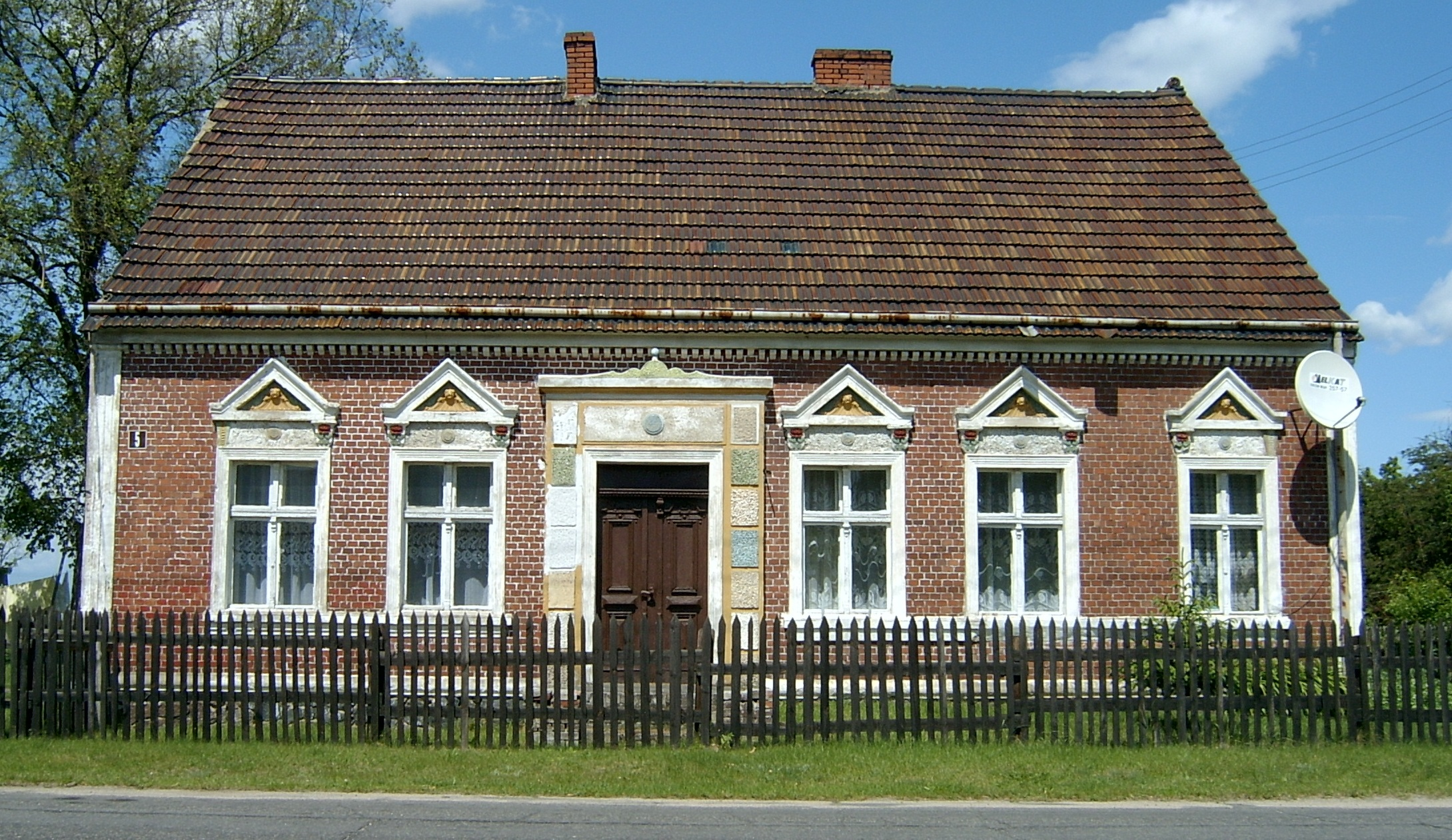
Dom w Kunicach
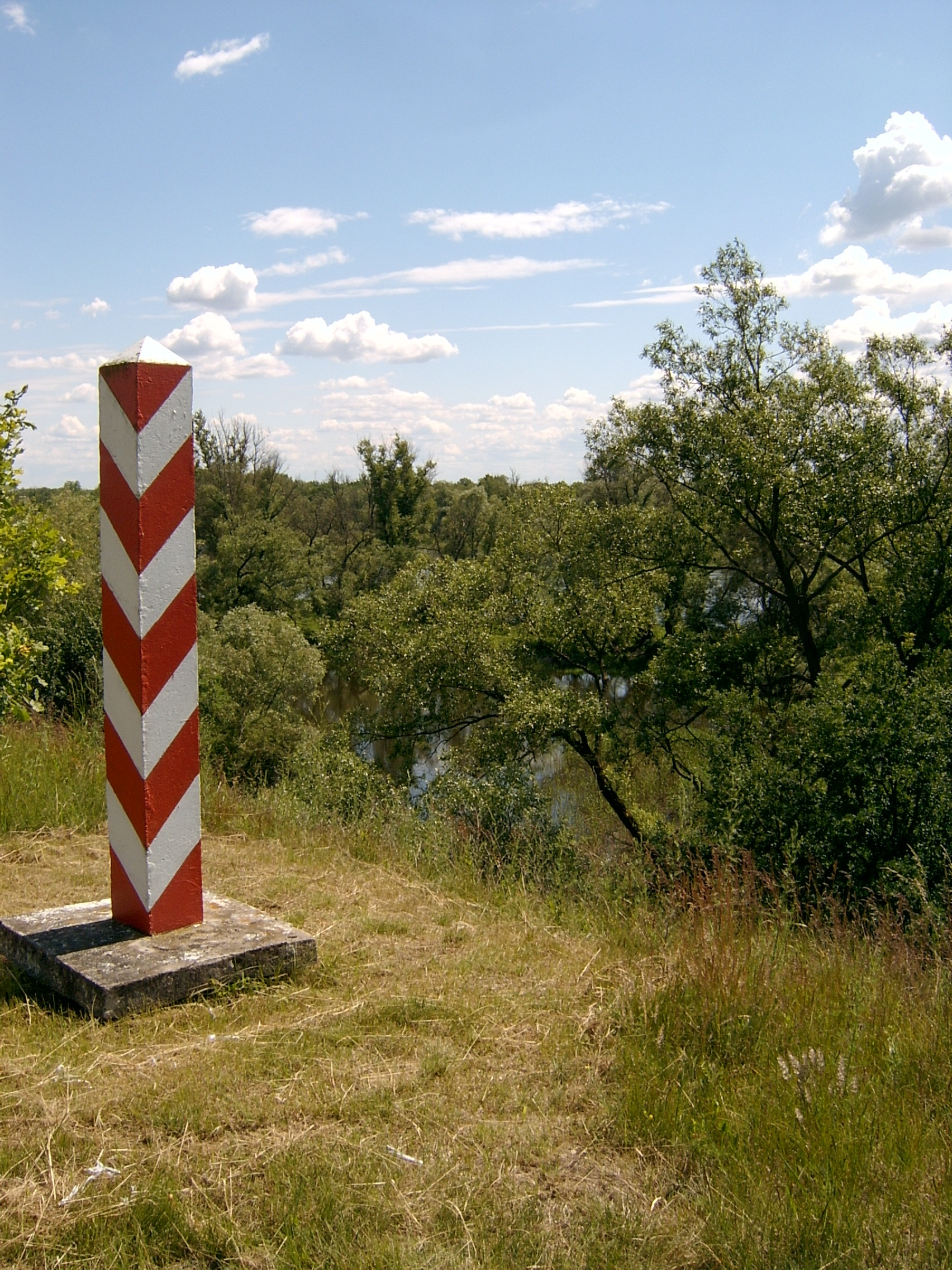
Słup graniczny w Kunicach